# Lijst van burgemeesters van Noord-Beveland
Dit is een lijst van burgemeesters van de Nederlandse gemeente Noord-Beveland in de provincie Zeeland. De gemeente is in 1995 ontstaan door een samengaan van Wissenkerke en Kortgene.
| Ambtsperiode                        | Naam burgemeester           | Partij of stroming | Bijzonderheden                |
| ----------------------------------- | --------------------------- | ------------------ | ----------------------------- |
| 1 januari 1995 - 1 juni 2001        | Rinus Everaers              | VVD                |                               |
| 18 juni 2001 - 1 januari 2008       | Cees van Liere              | VVD                | waarnemend tot 1 januari 2002 |
| 15 april 2008 - 21 november 2014    | Henny van Kooten            | SGP                |                               |
| 28 november 2014 - 11 mei 2015      | Marcel Fränzel              | D66                | waarnemend                    |
| 12 mei 2015 - 26 november 2018      | Marcel Delhez               | VVD                |                               |
| 27 november 2018 - 17 december 2019 | Letty Demmers-van der Geest | D66                | waarnemend                    |
| 18 december 2019 - heden            | Loes Meeuwisse              | VVD                |                               |